# 孙燕姿世界巡回演唱会
《孙燕姿世界巡回演唱会》是新加坡女歌手孙燕姿第二次个人大型巡迴演唱會，自2005年9月10日於香港紅磡體育館揭開序幕。歷時一年，共在8個城市召開11場演出，最終於台北小巨蛋落下帷幕。

## 场次讯息
| 日期          | 城市   | 國家或地區 | 場館               |
| ------------- | ------ | ---------- | ------------------ |
| 2005年9月10日 | 香港   | 香港       | 紅磡體育館         |
| 2005年9月11日 | 香港   | 香港       | 紅磡體育館         |
| 2006年1月14日 | 新加坡 | 新加坡     | 新加坡室內體育館   |
| 2006年1月21日 | 香港   | 香港       | 紅磡體育館         |
| 2006年1月22日 | 香港   | 香港       | 紅磡體育館         |
| 2006年4月22日 | 上海   | 中国大陆   | 虹口足球场         |
| 2006年4月28日 | 南京   | 中国大陆   | 南京奧體中心體育場 |
| 2006年5月6日  | 雲頂   | 马来西亚   | 雲星劇場           |
| 2006年6月8日  | 重慶   | 中国大陆   | 重慶奧體中心體育場 |
| 2006年7月29日 | 台北   | 臺灣       | 台北小巨蛋         |
| 2006年7月30日 | 台北   | 臺灣       | 台北小巨蛋         |

## 演唱曲目
1. 風箏
2. 奔
3. 開始懂了
4. 我不難過
5. 眼淚成詩
6. 直來直往 + 超快感 + 隨堂測驗
7. 慢慢來
8. 神奇
9. 難得一見
10. 我也很想他
11. 同類
12. 我不愛
13. 愛情證書
14. 一樣的夏天
15. 祝你開心
16. 愛情字典
17. 害怕
18. 我要的幸福
19. Leave Me Alone
20. Silent All These Years
21. 完美的一天
22. 種
23. 我的愛
24. 遇見
25. The Moment
26. 緣光
27. 天黑黑

1. 風箏
2. 奔
3. 開始懂了
4. 我不難過
5. 慢慢來
6. 神奇
7. 難得一見
8. 同類
9. 我不愛
10. 第一天
11. 原點（與蔡健雅合唱）
12. 陌生人（與蔡健雅合唱）
13. 紀念（蔡健雅獨唱）
14. 我也很想他
15. 害怕
16. 我要的幸福
17. 眼淚成詩 + 但願人長久 + 何日君再來
18. 直來直往 + 超快感 + 隨堂測驗
19. 另一張臉
20. Leave Me Alone
21. 完美的一天
22. 種
23. 我的愛
24. 遇見
25. The Moment
26. 緣光
27. 夢不落
28. 天黑黑

1. 風箏
2. 奔
3. 愛情證書
4. 害怕
5. 開始懂了
6. 我不難過
7. 慢慢來
8. 神奇
9. 難得一見
10. 我也很想他
11. 同類
12. 我不愛
13. 遇見
14. 第一天
15. Silent All These Years
16. 完美的一天
17. 矜持 + 忽然之間 + 但願人長久
18. 原點 (與蔡健雅合唱)
19. 陌生人 (與蔡健雅合唱)
20. Beautiful Love (蔡健雅獨唱)
21. Someone
22. 種
23. 背包 + 一路上有你
24. 我要的幸福
25. 我的愛
26. The Moment
27. 緣光
28. 夢不落
29. 天黑黑